# Karolína Suchá
Karolína Suchá (* 6. listopadu 1998) je česká florbalová útočnice, reprezentantka, bronzová medailistka z Mistrovství světa 2023 a pětinásobná vicemistryně Česka. V nejvyšších soutěžích Česka a Švédska hraje od roku 2015.

## Klubová kariéra
Suchá s florbalem začínala v klubu Tigers Jižní Město. Ještě v dětském věku přešla do oddílu TJ JM Chodov. Za ten nastoupila v sezóně 2015/2016 poprvé v Extralize žen, pravidelně hrála ale až od dalšího ročníku. Ve své třetí extraligové sezóně 2017/2018 odehrála za Chodov své první Superfinále a získala s týmem vicemistrovský titul. Další tři vybojovaly v letech 2019, 2021 a 2022. V roce 2020 vyhrály Pohár Českého florbalu, kde Suchá ve finále vstřelila gól a asistovala na další dva, včetně vítězného.
V roce 2022 přestoupila se spoluhráčkou Eliškou Chudou do Švédské Superligy do klubu Täby FC, kde již hrála jejich reprezentační kolegyně brankářka Lenka Remešová. V sezóně 2023/2024 se s týmem probojovala do semifinále.

## Reprezentační kariéra
V juniorské reprezentaci hrála Suchá na Mistrovství světa ve florbale žen do 19 let 2016.
Za ženskou reprezentaci nastoupila poprvé v roce 2020. První mistrovství světa odehrála v roce 2021. V září 2023 na Euro Floorball Tour (EFT) v penaltovém rozstřelu český tým poprvé v historii porazil Švédsko, což Suchá umožnila vyrovnávacím gólem na konci základní hrací doby. Na šampionátu ve stejném roce získaly po 12 letech druhý český ženský bronz a Suchá byl zvolena nejlepší hráčkou rozhodujícího zápasu o třetí místo proti Švýcarsku.
| Umístění         | Soutěž                                           |
| ---------------- | ------------------------------------------------ |
| 4.               | Mistrovství světa ve florbale žen do 19 let 2016 |
| 4.               | Mistrovství světa ve florbale žen 2021           |
| Bronzová medaile | Mistrovství světa ve florbale žen 2023           |